# Darwinia polycephala
Darwinia polycephala är en myrtenväxtart som beskrevs av George Gardner. Darwinia polycephala ingår i släktet Darwinia och familjen myrtenväxter. Inga underarter finns listade i Catalogue of Life.